# Grallina bruijni
Grallina bruijni là một loài chim trong họ Monarchidae.